# Komoro (Nagano)
Komoro (小諸市 Komoro-shi?) es una ciudad localizada en la prefectura de Nagano, Japón. En marzo de 2019 tenía una población de 42.489 habitantes en 18.776 hogares y una densidad de población de 430 personas por km². Su área total es de 98,55 km².

## Geografía

### Municipios circundantes
- Prefectura de Nagano
  - Saku
  - Tōmi
  - Miyota
- Prefectura de Gunma
  - Tsumagoi

## Demografía
Según datos del censo japonés, la población de Komoro alcanzó su punto máximo alrededor del año 2000 y ha disminuido ligeramente desde entonces.
| Año del censo | Población |
| ------------- | --------- |
| 1970          | 39.093    |
| 1980          | 42.355    |
| 1990          | 44.888    |
| 2000          | 46.158    |
| 2010          | 44.012    |